# 필리프 데스메
필리프 데스메(Philippe Desmet)는 현재 은퇴한 벨기에의 전 축구 선수였다. 그는 1986 멕시코 월드컵에 참가한 바 있다.